# Championnats du monde de ski acrobatique 2017
Navigation
Édition précédente Édition suivante
La 16e édition des Championnats du monde de ski acrobatique se déroule du 7 mars au 19 mars 2017 à Sierra Nevada (Espagne) conjointement aux Championnats du monde de snowboard.

## Programme
| Q | Qualifications | F | Finale |

| Epreuve↓/Date →     | Mer 8 | Mer 8 | Jeu 9 | Jeu 9 | Ven 10 | Sam 11 | Dim 12 | Lun 13 | Mar 14 | Mer 15 | Jeu 16 | Ven 17 | Sam 18 | Sam 18 | Dim 19 |
| ------------------- | ----- | ----- | ----- | ----- | ------ | ------ | ------ | ------ | ------ | ------ | ------ | ------ | ------ | ------ | ------ |
| Bosses              | Q     | F     |       |       |        |        |        |        |        |        |        |        |        |        |        |
| Bosses en Parallèle |       |       | Q     | F     |        |        |        |        |        |        |        |        |        |        |        |
| Sauts               |       |       | Q     | Q     | F      |        |        |        |        |        |        |        |        |        |        |
| Half-Pipe           |       |       |       |       |        |        |        |        |        |        | Q      |        | F      | F      |        |
| Slopestyle          |       |       |       |       |        |        |        |        |        |        |        | Q      |        |        | F      |
| Ski Cross           |       |       |       |       |        |        |        |        |        |        |        |        | Q      | F      |        |

## Tableau des médailles
| Rang  | Nation           | Or | Argent | Bronze | Total |
| ----- | ---------------- | -- | ------ | ------ | ----- |
| 1     | États-Unis       | 4  | 2      | 2      | 8     |
| 2     | Japon            | 3  | 0      | 0      | 3     |
| 3     | France           | 2  | 3      | 3      | 8     |
| 4     | Suède            | 2  | 1      | 0      | 3     |
| 5     | Australie        | 1  | 1      | 1      | 3     |
| 6     | Canada           | 0  | 1      | 2      | 3     |
| 7     | Chine            | 0  | 1      | 1      | 2     |
| 7     | Suisse           | 0  | 1      | 1      | 2     |
| 9     | Kazakhstan       | 0  | 1      | 0      | 1     |
| 9     | Nouvelle-Zélande | 0  | 1      | 0      | 1     |
| 11    | Royaume-Uni      | 0  | 0      | 2      | 2     |
| Total | Total            | 12 | 12     | 12     | 36    |

## Podium

### Hommes
| Épreuves                     | Or                    | Argent         | Bronze           |
| ---------------------------- | --------------------- | -------------- | ---------------- |
| Saut (9 et 10 mars)          | Jonathon Lillis       | Qi Guangpu     | David Morris     |
| Bosses (8 mars)              | Ikuma Horishima       | Benjamin Cavet | Mikael Kingsbury |
| Bosses en Parallèle (9 mars) | Ikuma Horishima       | Bradley Wilson | Marco Tadé       |
| Slopestyle (17 et 19 mars)   | McRae Williams        | Gus Kenworthy  | James Woods      |
| Half-Pipe (16 et 18 mars)    | Aaron Blunck          | Mike Riddle    | Kevin Rolland    |
| Ski-Cross (18 mars)          | Victor Öhling Norberg | Jamie Prebble  | François Place   |

### Femmes
| Épreuves                     | Or              | Argent          | Bronze                  |
| ---------------------------- | --------------- | --------------- | ----------------------- |
| Saut (9 et 10 mars)          | Ashley Caldwell | Danielle Scott  | Xu Mengtao              |
| Bosses (8 mars)              | Britteny Cox    | Perrine Laffont | Justine Dufour-Lapointe |
| Bosses en Parallèle (9 mars) | Perrine Laffont | Yulia Galysheva | Jaelin Kauf             |
| Slopestyle (17 et 19 mars)   | Tess Ledeux     | Emma Dahlström  | Isabel Atkin            |
| Half-Pipe (16 et 18 mars)    | Ayana Onozuka   | Marie Martinod  | Devin Logan             |
| Ski-Cross (18 mars)          | Sandra Näslund  | Fanny Smith     | Ophélie David           |

## Résultats détaillés

### Bosses Hommes

#### Qualifications
Les 18 premiers sont qualifiés pour la finale.
Les 9 premiers à l'issue du 1er saut qualificatif sont directement qualifiés pour la finale.
| Rang | Nom                  | Nationalité  | Score Q1 | Score Q2 | Note |
| ---- | -------------------- | ------------ | -------- | -------- | ---- |
| 1    | Ikuma Horishima      | Japon        | 91,08    | -        | Q    |
| 2    | Mikaël Kingsbury     | Canada       | 87,38    | -        | Q    |
| 3    | Matt Graham          | Australie    | 81,56    | -        | Q    |
| 4    | Thomas Rowley        | États-Unis   | 81,36    | -        | Q    |
| 5    | Dmitriy Reiherd      | Kazakhstan   | 80,09    | -        | Q    |
| 6    | Marco Tadé           | Suisse       | 79,46    | -        | Q    |
| 7    | Bradley Wilson       | États-Unis   | 79,38    | -        | Q    |
| 8    | Brodie Summers       | Australie    | 79,29    | -        | Q    |
| 9    | Vinjar Slatten       | Norvège      | 79,28    | -        | Q    |
| 10   | Benjamin Cavet       | France       | 75,75    | 81,37    | Q    |
| 11   | Jimi Salonen         | Finlande     | 78,59    | 81,25    | Q    |
| 12   | Tveje Lie Andersen   | Norvège      | 77,40    | 80,23    | Q    |
| 13   | Marc-Antoine Gagnon  | Canada       | 78,13    | 80,00    | Q    |
| 14   | Sacha Theocharis     | France       | 78,26    | 79,58    | Q    |
| 15   | Philippe Marquis     | Canada       | 77,33    | 79,31    | Q    |
| 16   | Jussi Penttala       | Finlande     | 78,72    | 78,77    | Q    |
| 17   | Rohan Chapman-Davies | Australie    | 74,84    | 78,31    | Q    |
| 18   | Anthony Benna        | France       | 78,01    | DNF      | Q    |
| 19   | Dylan Walczyk        | États-Unis   | 77,90    | 77,24    |      |
| 20   | Choi Jae-Woo         | Corée du Sud | 77,86    | 48,89    |      |

#### Finale
Les six premiers classés après le 1er saut participent à la super-finale.
| Rang                      | Nom                  | Nationalité | Score F 1 | Score F 2 |
| ------------------------- | -------------------- | ----------- | --------- | --------- |
| Médaille d'or, monde      | Ikuma Horishima      | Japon       | 85,96     | 88,54     |
| Médaille d'argent, monde  | Benjamin Cavet       | France      | 84,34     | 87,11     |
| Médaille de bronze, monde | Mikaël Kingsbury     | Canada      | 86,59     | 82,85     |
| 4                         | Marco Tadé           | Suisse      | 83,18     | 82,64     |
| 5                         | Bradley Wilson       | États-Unis  | 83,60     | 80,56     |
| 6                         | Anthony Benna        | France      | 83,19     | 80,11     |
| 7                         | Vinjar Slatten       | Norvège     | 82,67     | -         |
| 8                         | Sacha Theocharis     | France      | 81,60     | -         |
| 9                         | Thomas Rowley        | États-Unis  | 81,54     | -         |
| 10                        | Marc-Antoine Gagnon  | Canada      | 80,86     | -         |
| 11                        | Brodie Summers       | Australie   | 79,58     | -         |
| 12                        | Jimi Salonen         | Finlande    | 79,28     | -         |
| 13                        | Jussi Penttala       | Finlande    | 79,24     | -         |
| 14                        | Matt Graham          | Australie   | 78,09     | -         |
| 15                        | Rohan Chapman-Davies | Australie   | 76,93     | -         |
| 16                        | Philippe Marquis     | Canada      | 75,67     | -         |
| 17                        | Tevje Lie Andersen   | Norvège     | 75,12     | -         |
| 18                        | Dmitriy Reiherd      | Kazakhstan  | 74,98     | -         |

### Bosses Femmes

#### Qualifications
Les 18 premières sont qualifiées pour la finale.
Les 9 premières à l'issue du 1er saut qualificatif sont directement qualifiées pour la finale.
| Rang | Nom                     | Nationalité  | Score Q1 | Score Q2 | Note |
| ---- | ----------------------- | ------------ | -------- | -------- | ---- |
| 1    | Britteny Cox            | Australie    | 80,23    | -        | Q    |
| 2    | Justine Dufour-Lapointe | Canada       | 78,37    | -        | Q    |
| 3    | Chloé Dufour-Lapointe   | Canada       | 76,80    | -        | Q    |
| 4    | Hedvig Wessel           | Norvège      | 76,34    | -        | Q    |
| 5    | Perrine Laffont         | France       | 76,16    | -        | Q    |
| 6    | Andi Naude              | Canada       | 76,12    | -        | Q    |
| 7    | Keaton McCargo          | États-Unis   | 75,59    | -        | Q    |
| 8    | Marika Pertakhya        | Russie       | 75,52    | -        | Q    |
| 9    | Regina Rakhimova        | Norvège      | 75,09    | -        | Q    |
| 10   | Yulia Galysheva         | Kazakhstan   | 71,73    | 76,81    | Q    |
| 11   | Audrey Robichaud        | Canada       | 36,93    | 75,73    | Q    |
| 12   | Olivia Giaccio          | États-Unis   | 69,08    | 75,42    | Q    |
| 13   | Lea Bouard              | Allemagne    | 74,94    | 73,39    | Q    |
| 14   | Jakara Anthony          | Australie    | 40,34    | 74,63    | Q    |
| 15   | Seo Jung-Hwa            | Corée du Sud | 69,84    | 74,25    | Q    |
| 16   | Deborah Scanzio         | Suisse       | 73,38    | 73,85    | Q    |
| 17   | Maxime Dufour-Lapointe  | Canada       | 70,86    | 73,78    | Q    |
| 18   | Laura Grasemann         | Allemagne    | 73,40    | 69,29    | Q    |
| 19   | Morgan Schild           | États-Unis   | 70,19    | DNF      |      |
| 20   | Madi Himbury            | Australie    | 66,33    | 68,91    |      |

#### Finale
Les six premières classées après le 1er saut participent à la super-finale.
| Rang                      | Nom                     | Nationalité  | Score F 1 | Score F 2 |
| ------------------------- | ----------------------- | ------------ | --------- | --------- |
| Médaille d'or, monde      | Britteny Cox            | Australie    | 82,82     | 83,63     |
| Médaille d'argent, monde  | Perrine Laffont         | France       | 82,64     | 82,51     |
| Médaille de bronze, monde | Justine Dufour-Lapointe | Canada       | 82,58     | 80,74     |
| 4                         | Marika Pertakhya        | Russie       | 81,94     | 77,54     |
| 5                         | Hedvig Wessel           | Norvège      | 79,08     | 77,45     |
| 6                         | Regina Rakhimova        | Russie       | 78,12     | 75,77     |
| 7                         | Yulia Galysheva         | Kazakhstan   | 77,97     | -         |
| 8                         | Deborah Scanzio         | Suisse       | 76,67     | -         |
| 9                         | Chloé Dufour-Lapointe   | Canada       | 76,37     | -         |
| 10                        | Keaton McCargo          | États-Unis   | 75,86     | -         |
| 11                        | Laura Grasemann         | Allemagne    | 75,52     | -         |
| 12                        | Jakara Anthony          | Australie    | 75,42     | -         |
| 13                        | Andi Naude              | Canada       | 74,22     | -         |
| 14                        | Lea Bouard              | Allemagne    | 74,04     | -         |
| 15                        | Olivia Giaccio          | États-Unis   | 73,43     | -         |
| 16                        | Maxime Dufour-Lapointe  | Canada       | 73,06     | -         |
| 17                        | Seo Jung-Hwa            | Corée du Sud | 45,43     | -         |
| 18                        | Audrey Robichaud        | Canada       | DNF       | -         |

### Sauts Hommes

#### Qualifications
Les 6 premiers à l'issue du 1er saut qualificatif sont directement qualifiés pour la finale.
| Rang | Nom                  | Nationalité | Score Q1 | Score Q2 | Note |
| ---- | -------------------- | ----------- | -------- | -------- | ---- |
| 1    | Mac Bohonnon         | États-Unis  | 124,34   | -        | Q    |
| 2    | Qi Guangpu           | Chine       | 118,55   | -        | Q    |
| 3    | Zhou Hang            | Chine       | 113,28   | -        | Q    |
| 4    | David Morris         | Australie   | 112,83   | -        | Q    |
| 5    | Jia Zongyang         | Chine       | 112,39   |          | Q    |
| 6    | Jonathon Lillis      | États-Unis  | 111,95   |          | Q    |
| 7    | Maxim Gustik         | Biélorussie | 86,28    | 109,75   | Q    |
| 8    | Stanislau Hladchenko | Biélorussie | 108,54   | 94,69    | Q    |
| 9    | Liu Zhongqing        | Chine       | 79,38    | 104,43   | Q    |
| 10   | Olivier Rochon       | Canada      | 103,54   | 102,46   | Q    |
| 11   | Maxim Burov          | Russie      | 94,69    | 99,63    | Q    |
| 12   | Stanislav Nikitin    | Russie      | 79,20    | 99,63    | Q    |
| 13   | Dimitri Isler        | Suisse      | 97,74    | 91,59    |      |
| 14   | Wang Xindi           | Chine       | 91,12    | 95,58    |      |
| 15   | Naoya Tabara         | Japon       | 86,28    | 95,47    |      |
| 16   | Eric Loughran        | États-Unis  | 76,55    | 94,36    |      |
| 17   | Misha Gasser         | Suisse      | 38,49    | 91,85    |      |
| 18   | Noé Roth             | Suisse      | 76,83    | 90,94    |      |
| 19   | Travis Gerrits       | Canada      | 71,68    | 90,50    |      |
| 20   | Lloyd Wallace        | Royaume-Uni | 85,17    | 68,04    |      |
| 21   | Nicolas Gygax        | Suisse      | 73,34    | 78,16    |      |
| 22   | Baglan Inkarbek      | Kazakhstan  | 75,24    | 63,99    |      |

#### Finale
| Rang                      | Nom | Nationalité | Manche 1 | Rang | Manche 2 | Rang | Manche 3 | Rang |
| ------------------------- | --- | ----------- | -------- | ---- | -------- | ---- | -------- | ---- |
| Médaille d'or, monde      |     |             |          |      |          |      |          |      |
| Médaille d'argent, monde  |     |             |          |      |          |      |          |      |
| Médaille de bronze, monde |     |             |          |      |          |      |          |      |
| 4                         |     |             |          |      |          |      |          |      |
| 5                         |     |             |          |      |          |      |          |      |
| 6                         |     |             |          |      |          |      |          |      |
| 7                         |     |             |          |      |          |      |          |      |
| 8                         |     |             |          |      |          |      |          |      |
| 9                         |     |             |          |      |          |      |          |      |
| 10                        |     |             |          |      |          |      |          |      |
| 11                        |     |             |          |      |          |      |          |      |
| 12                        |     |             |          |      |          |      |          |      |

### Sauts Femmes

#### Qualifications
Les 6 premières à l'issue du 1er saut qualificatif sont directement qualifiées pour la finale.
| Rang | Nom                      | Nationalité  | Score Q1 | Score Q2 | Note |
| ---- | ------------------------ | ------------ | -------- | -------- | ---- |
| 1    | Ashley Caldwell          | États-Unis   | 103,68   | -        | Q    |
| 2    | Laura Peel               | Australie    | 91,65    | -        | Q    |
| 3    | Xu Mengtao               | Chine        | 89,77    | -        | Q    |
| 4    | Samantha Wells           | Australie    | 88,83    | -        | Q    |
| 5    | Danielle Scott           | Australie    | 87,06    | -        | Q    |
| 6    | Lydia Lassila            | Australie    | 85,65    | -        | Q    |
| 7    | Liubov Nikitina          | Russie       | 83,86    | 95,52    | Q    |
| 8    | Kristina Spiridonova     | Russie       | 84,42    | 91,65    | Q    |
| 9    | Zhang Xin                | Chine        | 82,53    | 90,24    | Q    |
| 10   | Madison Olsen            | États-Unis   | 76,85    | 83,16    | Q    |
| 11   | Catrine Lavallée         | Canada       | 82,84    | 79,75    | Q    |
| 12   | Kiley McKinnon           | États-Unis   | 65,91    | 81,90    | Q    |
| 13   | Anastasiya Novosad       | Ukraine      | 80,32    | 71,34    |      |
| 14   | Elle Gaudette            | États-Unis   | 25,23    | 80,32    |      |
| 15   | Olga Polyuk              | Ukraine      | 79,06    | 52,20    |      |
| 16   | Alexandra Orlova         | Russie       | 76,23    | 62,64    |      |
| 17   | Zhanbota Aldabergenova   | Kazakhstan   | 66,97    | 75,60    |      |
| 18   | Marzhan Akzhigit         | Kazakhstan   | 38,19    | 64,48    |      |
| 19   | Aliaksandra Ramanouskaya | Biélorussie  | 52,85    | 63,04    |      |
| 20   | Yang Yu                  | Chine        | 57,64    | 59,92    |      |
| 21   | Akmarzhan Kalmurzayeva   | Kazakhstan   | 46,11    | 57,98    |      |
| 22   | Kim Kyoungeun            | Corée du Sud | 47,15    | 48,00    |      |

#### Finale
| Rang                      | Nom | Nationalité | Manche 1 | Rang | Manche 2 | Rang | Manche 3 | Rang |
| ------------------------- | --- | ----------- | -------- | ---- | -------- | ---- | -------- | ---- |
| Médaille d'or, monde      |     |             |          |      |          |      |          |      |
| Médaille d'argent, monde  |     |             |          |      |          |      |          |      |
| Médaille de bronze, monde |     |             |          |      |          |      |          |      |
| 4                         |     |             |          |      |          |      |          |      |
| 5                         |     |             |          |      |          |      |          |      |
| 6                         |     |             |          |      |          |      |          |      |
| 7                         |     |             |          |      |          |      |          |      |
| 8                         |     |             |          |      |          |      |          |      |
| 9                         |     |             |          |      |          |      |          |      |
| 10                        |     |             |          |      |          |      |          |      |
| 11                        |     |             |          |      |          |      |          |      |
| 12                        |     |             |          |      |          |      |          |      |